# 97-XX
Classificazione delle ricerche matematiche: sezioni di livello 1

00-XX 01 03 05 06 08 | 11 12 13 14 15 16 17 18 19 20 22 | 26 28 30 31 32 33 34 35 37 39 40 41 42 43 44 45 46 47 49 | 
 51 52 53 54 55 57 58 | 60 62 65 68 | 70 74 76 78 | 80 81 82 83 85 86 | 90 91 92 93 94 97-XX
97-XX è la sigla della categoria dello schema di classificazione MSC dedicata all'educazione matematica.
Questa pagina presenta la struttura ad albero delle sue sottocategorie dei livelli intermedio e dettagliato.

## 97-XX
educazione matematica
- 97-00 opere di riferimento generale (manuali, dizionari, bibliografie ecc.)
- 97-01 esposizione didattica (libri di testo, articoli tutoriali ecc.)
- 97-02 presentazione di ricerche (monografie, articoli di rassegna)
- 97-03 opere storiche {!va assegnato almeno un altro numero di classificazione della sezione 01-XX}
- 97-04 calcolo automatico esplicito e programmi (escluse le teorie della computazione e della programmazione)
- 97-06 atti, conferenze, collezioni ecc.

## 97Axx
generale
- 97A20 matematica ricreativa [vedi anche 00A08]
- 97A40 istanze sociologiche [vedi anche 97C60]
- 97A80 standards [vedi anche 97B70]
- 97A90 narrativa e giochi
- 97A99 argomenti diversi dai precedenti, ma in questa sezione

## 97Bxx
politica dell'educazione e sistemi educativi
- 97B10 ricerca sulle didattica e pianificazione della didattica
- 97B20 didattica in generale
- 97B30 didattica per i più dotati
- 97B40 educazione superiore
- 97B50 preparazione degli insegnanti {per gli aspetti di ricerca, vedi 97C70}
- 97B60 educazione extrascolastica. educazione degli adulti ed educazione permanente
- 97B70 sillabi. guide curricolari, documenti ufficiali [vedi anche 97A80]
- 97B99 argomenti diversi dai precedenti, ma in questa sezione

## 97Cxx
psicologia della e ricerca sulla educazione matematica
- 97C10 opere comprensive
- 97C20 aspetti affettivi (motivazione, ansietà, persistenza ecc.)
- 97C30 apprendimento e pensiero degli studenti (idee errate, sviluppo cognitivo, soluzione di problemi ecc.)
- 97C40 valutazione (valutazione su larga scala, validità, attendibilità, ecc.) [vedi anche 97D10]
- 97C50 prospettive teoriche (teorie dell'apprendimento, epistemologia, filosofie dell'insegnamento e dell'apprendimento ecc.) [vedi anche 97D20]
- 97C60 aspetti sociologici dell'apprendimento (cultura, interazioni di gruppo, problemi di equità ecc.)
- 97C70 insegnanti e ricerca sull'educazione degli insegnanti (aggiornamento degli insegnanti ecc.) [vedi anche 97B50]
- 97C80 strumenti tecnologici ed altri materiali in relazione all'insegnamento e all'apprendimento (ricerca sulle innovazioni, ruolo nell'apprendimento da parte degli studenti, uso di strumenti da parte degli insegnanti ecc.)
- 97C90 insegnamento e curricolo (innovazioni, pratiche di insegnamento, studi di materiali curriculari, insegnamento effettivo ecc.)
- 97C99 argomenti diversi dai precedenti, ma in questa sezione

## 97Dxx
educazione ed istruzione matematica
- 97D10 studi comparativi sulla educazione matematica [vedi anche 97C40]
- 97D20 contributi filosofici e teorici alla educazione matematica [vedi anche 97C50]
- 97D30 obiettivi dell'insegnamento della matematica. sviluppo dei curricoli
- 97D40 metodi di insegnamento e tecniche per operare in classe. preparazione delle lezioni. principi educativi {per gli aspetti di ricerca, vedi #97Cxx}
- 97D50 insegnamento attraverso la soluzione di problemi e strategie euristiche {per gli aspetti di ricerca vedi #97Cxx}
- 97D60 controllo e valutazione dei progressi nell'apprendimento
- 97D70 diagnosi, analisi e ripensamento delle difficoltà di apprendimento e degli errori degli studenti
- 97D80 unità didattiche, bozze di lezioni e lezioni magistrali
- 97D99 argomenti diversi dai precedenti, ma in questa sezione

## 97Exx
fondamenti della matematica
- 97E10 opere comprensive
- 97E20 filosofia e matematica
- 97E30 logica
- 97E40 linguaggio della matematica
- 97E50 ragionamento e dimostrazione nelle lezioni di matematica
- 97E60 insiemi, relazioni, teoria degli insiemi
- 97E99 argomenti diversi dai precedenti, ma in questa sezione

## 97Fxx
aritmetica, teoria dei numeri
- 97F10 opere comprensive
- 97F20 stadio prenumerico, concetto di numeri
- 97F30 Natural numeri
- 97F40 Integers, rational numeri
- 97F50 Real numeri, complex numeri
- 97F60 teoria dei numeri
- 97F70 misure e unità di misura
- 97F80 rapporto e proporzione, percentuali
- 97F90 matematica nella vita reale, aritmetica pratica
- 97F99 argomenti diversi dai precedenti, ma in questa sezione

## 97Gxx
geometria
- 97G10 opere comprensive
- 97G20 geometria informale
- 97G30 aree e volumi
- 97G40 geometria piana e solida
- 97G50 geometria delle trasformazioni
- 97G60 trigonometria piana e sferica
- 97G70 geometria analitica. algebra vettoriale
- 97G80 geometria descrittiva
- 97G99 argomenti diversi dai precedenti, ma in questa sezione

## 97Hxx
algebra
- 97H10 opere comprensive
- 97H20 algebra elementare
- 97H30 equazioni e disuguaglianze
- 97H40 gruppi, anelli, campi
- 97H50 strutture algebriche ordinate
- 97H60 algebra lineare
- 97H99 argomenti diversi dai precedenti, ma in questa sezione

## 97Ixx
analisi
- 97I10 opere comprensive
- 97I20 mappe e funzioni
- 97I30 successioni e serie
- 97I40 calcolo differenziale
- 97I50 calcolo integrale
- 97I60 funzioni di più variabili
- 97I70 equazioni funzionali
- 97I80 analisi complessa
- 97I99 argomenti diversi dai precedenti, ma in questa sezione

## 97Kxx
combinatorica, teoria dei grafi, teoria della probabilità, statistica
- 97K10 opere comprensive
- 97K20 combinatorica
- 97K30 teoria dei grafi
- 97K40 statistica descrittiva
- 97K50 teoria delle probabilità
- 97K60 distribuzioni e processi stocastici
- 97K70 fondamenti e metodologia della statistica
- 97K80 statistica applicata
- 97K99 argomenti diversi dai precedenti, ma in questa sezione

## 97Mxx
modellizzazione matematica, applicazioni della matematica
- 97M10 modellizzazione e interdisciplinarità
- 97M20 matematica in vocational training e career education
- 97M30 matematica finanziaria e assicurativa
- 97M40 ricerca operativa, economia
- 97M50 fisica, astronomia, tecnologia, ingegneria
- 97M60 biologia, chimica, medicina
- 97M70 scienze comportamentali e sociali
- 97M80 arti, musica, linguaggio, architettura
- 97M99 argomenti diversi dai precedenti, ma in questa sezione

## 97Nxx
matematica numerica
- 97N10 opere comprensive
- 97N20 arrotondamento, stima, teoria degli errori
- 97N30 algebra numerica
- 97N40 analisi numerica
- 97N50 interpolazione e approssimazione
- 97N60 programmazione matematica
- 97N70 matematica discreta
- 97N80 software matematico, programmi per il computer
- 97N99 argomenti diversi dai precedenti, ma in questa sezione

## 97Pxx
Informatica
- 97P10 opere comprensive
- 97P20 informatica teorica
- 97P30 software di sistema
- 97P40 linguaggi di programmazione
- 97P50 tecniche di programmazione
- 97P60 hardware
- 97P70 informatica e società
- 97P99 argomenti diversi dai precedenti, ma in questa sezione

## 97Qxx
educazione all'informatica
- 97Q10 opere comprensive
- 97Q20 aspetti affettivi nell'insegnamento dell'informatica
- 97Q30 processi cognitivi
- 97Q40 aspetti sociologici
- 97Q50 obiettivi
- 97Q60 metodi d'insegnamento e tecniche da adottare in aula
- 97Q70 valutazione degli studenti
- 97Q80 unità di insegnamento
- 97Q99 argomenti diversi dai precedenti, ma in questa sezione

## 97Rxx
applicazioni dell'informatica
- 97R10 opere comprensive, collezioni di programmi
- 97R20 applicazioni in matematica
- 97R30 applicazioni nelle scienze
- 97R40 intelligenza artificiale
- 97R50 basi dati, sistemi informativi
- 97R60 computer grafica
- 97R70 programmi per l'utente, applicazioni amministrative
- 97R80 computazioni ricreative
- 97R99 argomenti diversi dai precedenti, ma in questa sezione

## 97Uxx
materiali e media per l'insegnamento. tecnologia dell'educazione
- 97U20 analisi di libri di testo, sviluppo e valutazione di libri di testo. Uso del libro di testo in classe
- 97U30 manuali per gli insegnanti ed aiuti alla programmazione didattica
- 97U40 testi con raccolte di problemi; competizioni fra studenti, domande per esami
- 97U50 istruzione assistita dal calcolatore ed istruzione programmata
- 97U60 materiali manipolativi e loro uso in classe {per gli aspetti di ricerca vedi 97C80}
- 97U70 strumenti tecnologici (computer, calcolatrici, software ecc.) e loro uso in classe
- 97U80 mezzi audiovisivi e loro uso nell'istruzione
- 97U99 argomenti diversi dai precedenti, ma in questa sezione